# Tournoi de Dubaï de rugby à sept 1999
Navigation
2000
Le Tournoi de Dubaï de rugby à sept 1999 (anglais : Dubai rugby sevens 1999) est la 1re étape la saison 1999-2000 du IRB Sevens World Series. Elle se déroule les 2 et 3 décembre 1999 au Dubai Exiles Rugby Ground à Dubai, en Dubaï.
La victoire finale revient à l'équipe Nouvelle-Zélande, battant en finale l'équipe Fidji sur le score de 38 à 14.

## Équipes participantes
Seize équipes participent au tournoi :
- Afrique du Sud
- Australie
- Canada
- Fidji
- France
- Géorgie
- Hong Kong
- Japon
- Kenya
- Maroc
- Nouvelle-Zélande
- Samoa
- Tonga
- Zimbabwe
- Écosse
- États-Unis

## Phase de poules

### Poule 1
| Rang | Pays             | J | V | N | D | Pm  | Pe  | Diff | Pts |
| ---- | ---------------- | - | - | - | - | --- | --- | ---- | --- |
| 1    | Nouvelle-Zélande | 3 | 3 | 0 | 0 | 107 | 0   | +107 | 9   |
| 2    | Tonga            | 3 | 2 | 0 | 1 | 61  | 35  | +26  | 7   |
| 3    | Écosse           | 3 | 1 | 0 | 2 | 47  | 97  | -50  | 5   |
| 4    | Maroc            | 3 | 0 | 0 | 3 | 19  | 102 | -83  | 3   |

|  | Tonga | 33 - 7 | Maroc | Dubai Exiles Rugby Ground, Dubai |
|  |       |        |       | Dubai Exiles Rugby Ground, Dubai |
|  |       |        |       | Dubai Exiles Rugby Ground, Dubai |

|  | Nouvelle-Zélande | 57 - 0 | Écosse | Dubai Exiles Rugby Ground, Dubai |
|  |                  |        |        | Dubai Exiles Rugby Ground, Dubai |
|  |                  |        |        | Dubai Exiles Rugby Ground, Dubai |

|  | Tonga | 28 - 14 | Écosse | Dubai Exiles Rugby Ground, Dubai |
|  |       |         |        | Dubai Exiles Rugby Ground, Dubai |
|  |       |         |        | Dubai Exiles Rugby Ground, Dubai |

|  | Nouvelle-Zélande | 36 - 0 | Maroc | Dubai Exiles Rugby Ground, Dubai |
|  |                  |        |       | Dubai Exiles Rugby Ground, Dubai |
|  |                  |        |       | Dubai Exiles Rugby Ground, Dubai |

|  | Écosse | 33 - 12 | Maroc | Dubai Exiles Rugby Ground, Dubai |
|  |        |         |       | Dubai Exiles Rugby Ground, Dubai |
|  |        |         |       | Dubai Exiles Rugby Ground, Dubai |

|  | Nouvelle-Zélande | 14 - 0 | Tonga | Dubai Exiles Rugby Ground, Dubai |
|  |                  |        |       | Dubai Exiles Rugby Ground, Dubai |
|  |                  |        |       | Dubai Exiles Rugby Ground, Dubai |

### Poule 2
| Rang | Pays     | J | V | N | D | Pm  | Pe | Diff | Pts |
| ---- | -------- | - | - | - | - | --- | -- | ---- | --- |
| 1    | Fidji    | 3 | 3 | 0 | 0 | 100 | 22 | +78  | 9   |
| 2    | Canada   | 3 | 2 | 0 | 1 | 55  | 52 | +3   | 7   |
| 3    | Zimbabwe | 3 | 1 | 0 | 2 | 52  | 86 | -34  | 5   |
| 4    | Géorgie  | 3 | 0 | 0 | 3 | 20  | 67 | -47  | 3   |

|  | Zimbabwe | 21 - 15 | Géorgie | Dubai Exiles Rugby Ground, Dubai |
|  |          |         |         | Dubai Exiles Rugby Ground, Dubai |
|  |          |         |         | Dubai Exiles Rugby Ground, Dubai |

|  | Fidji | 38 - 0 | Canada | Dubai Exiles Rugby Ground, Dubai |
|  |       |        |        | Dubai Exiles Rugby Ground, Dubai |
|  |       |        |        | Dubai Exiles Rugby Ground, Dubai |

|  | Canada | 33 - 14 | Zimbabwe | Dubai Exiles Rugby Ground, Dubai |
|  |        |         |          | Dubai Exiles Rugby Ground, Dubai |
|  |        |         |          | Dubai Exiles Rugby Ground, Dubai |

|  | Fidji | 24 - 5 | Géorgie | Dubai Exiles Rugby Ground, Dubai |
|  |       |        |         | Dubai Exiles Rugby Ground, Dubai |
|  |       |        |         | Dubai Exiles Rugby Ground, Dubai |

|  | Canada | 22 - 0 | Géorgie | Dubai Exiles Rugby Ground, Dubai |
|  |        |        |         | Dubai Exiles Rugby Ground, Dubai |
|  |        |        |         | Dubai Exiles Rugby Ground, Dubai |

|  | Fidji | 38 - 17 | Zimbabwe | Dubai Exiles Rugby Ground, Dubai |
|  |       |         |          | Dubai Exiles Rugby Ground, Dubai |
|  |       |         |          | Dubai Exiles Rugby Ground, Dubai |

### Poule 3
| Rang | Pays       | J | V | N | D | Pm | Pe  | Diff | Pts |
| ---- | ---------- | - | - | - | - | -- | --- | ---- | --- |
| 1    | Australie  | 3 | 3 | 0 | 0 | 92 | 20  | +72  | 9   |
| 2    | France     | 3 | 2 | 0 | 1 | 78 | 32  | +46  | 7   |
| 3    | États-Unis | 3 | 1 | 0 | 2 | 37 | 67  | -30  | 5   |
| 4    | Kenya      | 3 | 0 | 0 | 3 | 12 | 100 | -88  | 3   |

|  | États-Unis | 12 - 7 | Kenya | Dubai Exiles Rugby Ground, Dubai |
|  |            |        |       | Dubai Exiles Rugby Ground, Dubai |
|  |            |        |       | Dubai Exiles Rugby Ground, Dubai |

|  | Australie | 17 - 5 | France | Dubai Exiles Rugby Ground, Dubai |
|  |           |        |        | Dubai Exiles Rugby Ground, Dubai |
|  |           |        |        | Dubai Exiles Rugby Ground, Dubai |

|  | France | 24 - 10 | États-Unis | Dubai Exiles Rugby Ground, Dubai |
|  |        |         |            | Dubai Exiles Rugby Ground, Dubai |
|  |        |         |            | Dubai Exiles Rugby Ground, Dubai |

|  | Australie | 39 - 0 | Kenya | Dubai Exiles Rugby Ground, Dubai |
|  |           |        |       | Dubai Exiles Rugby Ground, Dubai |
|  |           |        |       | Dubai Exiles Rugby Ground, Dubai |

|  | France | 49 - 5 | Kenya | Dubai Exiles Rugby Ground, Dubai |
|  |        |        |       | Dubai Exiles Rugby Ground, Dubai |
|  |        |        |       | Dubai Exiles Rugby Ground, Dubai |

|  | Australie | 36 - 15 | États-Unis | Dubai Exiles Rugby Ground, Dubai |
|  |           |         |            | Dubai Exiles Rugby Ground, Dubai |
|  |           |         |            | Dubai Exiles Rugby Ground, Dubai |

### Poule 4
| Rang | Pays           | J | V | N | D | Pm | Pe | Diff | Pts |
| ---- | -------------- | - | - | - | - | -- | -- | ---- | --- |
| 1    | Afrique du Sud | 3 | 3 | 0 | 0 | 73 | 28 | +45  | 9   |
| 2    | Samoa          | 3 | 2 | 0 | 1 | 64 | 34 | +30  | 7   |
| 3    | Hong Kong      | 3 | 1 | 0 | 2 | 26 | 54 | -28  | 5   |
| 4    | Japon          | 3 | 0 | 0 | 3 | 36 | 83 | -47  | 3   |

|  | Hong Kong | 12 - 7 | Japon | Dubai Exiles Rugby Ground, Dubai |
|  |           |        |       | Dubai Exiles Rugby Ground, Dubai |
|  |           |        |       | Dubai Exiles Rugby Ground, Dubai |

|  | Afrique du Sud | 12 - 7 | Samoa | Dubai Exiles Rugby Ground, Dubai |
|  |                |        |       | Dubai Exiles Rugby Ground, Dubai |
|  |                |        |       | Dubai Exiles Rugby Ground, Dubai |

|  | Afrique du Sud | 35 - 14 | Japon | Dubai Exiles Rugby Ground, Dubai |
|  |                |         |       | Dubai Exiles Rugby Ground, Dubai |
|  |                |         |       | Dubai Exiles Rugby Ground, Dubai |

|  | Samoa | 21 - 7 | Hong Kong | Dubai Exiles Rugby Ground, Dubai |
|  |       |        |           | Dubai Exiles Rugby Ground, Dubai |
|  |       |        |           | Dubai Exiles Rugby Ground, Dubai |

|  | Afrique du Sud | 26 - 7 | Hong Kong | Dubai Exiles Rugby Ground, Dubai |
|  |                |        |           | Dubai Exiles Rugby Ground, Dubai |
|  |                |        |           | Dubai Exiles Rugby Ground, Dubai |

|  | Samoa | 36 - 15 | Japon | Dubai Exiles Rugby Ground, Dubai |
|  |       |         |       | Dubai Exiles Rugby Ground, Dubai |
|  |       |         |       | Dubai Exiles Rugby Ground, Dubai |

## Phase finale
Résultats de la phase finale

### Tournois principaux

#### Cup
|  | Quarts de finale | Quarts de finale |                  |    | Demi-finales | Demi-finales |  |  | Finale | Finale |
|  | Quarts de finale | Quarts de finale |                  |    | Demi-finales | Demi-finales |  |  | Finale | Finale |
|  |                  |                  |                  |    |              |              |  |  |        |        |
|  |                  |                  |                  |    |              |              |  |  |        |        |
|  |                  |                  |                  |    |              |              |  |  |        |        |
|  | Nouvelle-Zélande | 21               |                  |    |              |              |  |  |        |        |
|  | Nouvelle-Zélande | 21               |                  |    |              |              |  |  |        |        |
|  | Canada           | 19               |                  |    |              |              |  |  |        |        |
|  | Canada           | 19               | Nouvelle-Zélande | 31 |              |              |  |  |        |        |
|  |                  |                  | Nouvelle-Zélande | 31 |              |              |  |  |        |        |
|  |                  | Afrique du Sud   | 0                |    |              |              |  |  |        |        |
|  | Afrique du Sud   | Afrique du Sud   | 0                | 24 |              |              |  |  |        |        |
|  | Afrique du Sud   |                  |                  | 24 |              |              |  |  |        |        |
|  | France           | 0                |                  |    |              |              |  |  |        |        |
|  | France           | 0                | Nouvelle-Zélande | 38 |              |              |  |  |        |        |
|  |                  |                  | Nouvelle-Zélande | 38 |              |              |  |  |        |        |
|  |                  | Fidji            | 14               |    |              |              |  |  |        |        |
|  | Fidji            | Fidji            | 14               | 50 |              |              |  |  |        |        |
|  | Fidji            |                  |                  | 50 |              |              |  |  |        |        |
|  | Tonga            | 5                |                  |    |              |              |  |  |        |        |
|  | Tonga            | 5                | Fidji            | 21 |              |              |  |  |        |        |
|  |                  |                  | Fidji            | 21 |              |              |  |  |        |        |
|  |                  | Samoa            | 14               |    |              |              |  |  |        |        |
|  | Samoa            | Samoa            | 14               | 21 |              |              |  |  |        |        |
|  | Samoa            |                  |                  | 21 |              |              |  |  |        |        |
|  | Australie        | 12               |                  |    |              |              |  |  |        |        |
|  | Australie        | 12               |                  |    |              |              |  |  |        |        |

#### Bowl
|  | Quarts de finale | Quarts de finale |          |    | Demi-finales | Demi-finales |  |  | Finale | Finale |
|  | Quarts de finale | Quarts de finale |          |    | Demi-finales | Demi-finales |  |  | Finale | Finale |
|  |                  |                  |          |    |              |              |  |  |        |        |
|  |                  |                  |          |    |              |              |  |  |        |        |
|  |                  |                  |          |    |              |              |  |  |        |        |
|  | Écosse           | 21               |          |    |              |              |  |  |        |        |
|  | Écosse           | 21               |          |    |              |              |  |  |        |        |
|  | Géorgie          | 12               |          |    |              |              |  |  |        |        |
|  | Géorgie          | 12               | Écosse   | 41 |              |              |  |  |        |        |
|  |                  |                  | Écosse   | 41 |              |              |  |  |        |        |
|  |                  | Kenya            | 0        |    |              |              |  |  |        |        |
|  | Kenya            | Kenya            | 0        | 19 |              |              |  |  |        |        |
|  | Kenya            |                  |          | 19 |              |              |  |  |        |        |
|  | Japon            | 17               |          |    |              |              |  |  |        |        |
|  | Japon            | 17               | Écosse   | 31 |              |              |  |  |        |        |
|  |                  |                  | Écosse   | 31 |              |              |  |  |        |        |
|  |                  | Zimbabwe         | 24       |    |              |              |  |  |        |        |
|  | Zimbabwe         | Zimbabwe         | 24       | 24 |              |              |  |  |        |        |
|  | Zimbabwe         |                  |          | 24 |              |              |  |  |        |        |
|  | Maroc            | 7                |          |    |              |              |  |  |        |        |
|  | Maroc            | 7                | Zimbabwe | 31 |              |              |  |  |        |        |
|  |                  |                  | Zimbabwe | 31 |              |              |  |  |        |        |
|  |                  | États-Unis       | 7        |    |              |              |  |  |        |        |
|  | États-Unis       | États-Unis       | 7        | 29 |              |              |  |  |        |        |
|  | États-Unis       |                  |          | 29 |              |              |  |  |        |        |
|  | Hong Kong        | 0                |          |    |              |              |  |  |        |        |
|  | Hong Kong        | 0                |          |    |              |              |  |  |        |        |

### Matchs de classement

#### Plate
|  | Demi-finales | Demi-finales |           |    | Finale | Finale |
|  | Demi-finales | Demi-finales |           |    | Finale | Finale |
|  |              |              |           |    |        |        |
|  |              |              |           |    |        |        |
|  |              |              |           |    |        |        |
|  | Australie    | 17           |           |    |        |        |
|  | Australie    | 17           |           |    |        |        |
|  | Tonga        | 10           |           |    |        |        |
|  | Tonga        | 10           | Australie | 33 |        |        |
|  |              |              | Australie | 33 |        |        |
|  |              | France       | 20        |    |        |        |
|  | France       | France       | 20        | 17 |        |        |
|  | France       |              |           | 17 |        |        |
|  | Canada       | 12           |           |    |        |        |
|  | Canada       | 12           |           |    |        |        |

## Bilan
Statistiques sportives
- Meilleur marqueur du tournoi :
- Meilleur réalisateur du tournoi :

Affluences